# 우시타촌
우시타촌(牛田村)은 히로시마현 아키군에 설치되었던 촌이다. 현재의 히로시마시에 해당한다.

## 역사
우시타는 아키국의 다케다 가문의 지배를 받았으며, 1541년 다케다 가문이 멸망한 후 오우치 가문과 모리 가문이 다스렸다.
- 1889년 4월 1일 - 정촌제 시행에 의해 아키군 우시타촌이 성립하였다.
- 1929년 4월 1일 - 히로시마시에 편입해 소멸하였다. 이후 히로시마시 우시타정이 되었다.

## 관련서적
- 『広島県の地名』（日本歴史地名大系 第35巻） 平凡社、1982年
- 『角川日本地名大辞典 第34巻 ： 広島県』 角川書店、1987年　ISBN 4040013409